# 20th Television
 (раније 20th Century Fox Television) америчка је продукцијска кућа чији је власник The Walt Disney Company.
Кућа је првобитно основана као телевизијска продукцијска кућа за 20th Century Studios (раније 20th Century Fox) од 1949. године. До децембра 2020. године носилац ауторских права садржаја ове куће био је 20th Century Fox. Најпознатија је по томе што је била оригинални добављач програма за мрежу Fox и као телевизијски дистрибутер филмске библиотеке куће 20th Century Studios.